# Jurodiwy

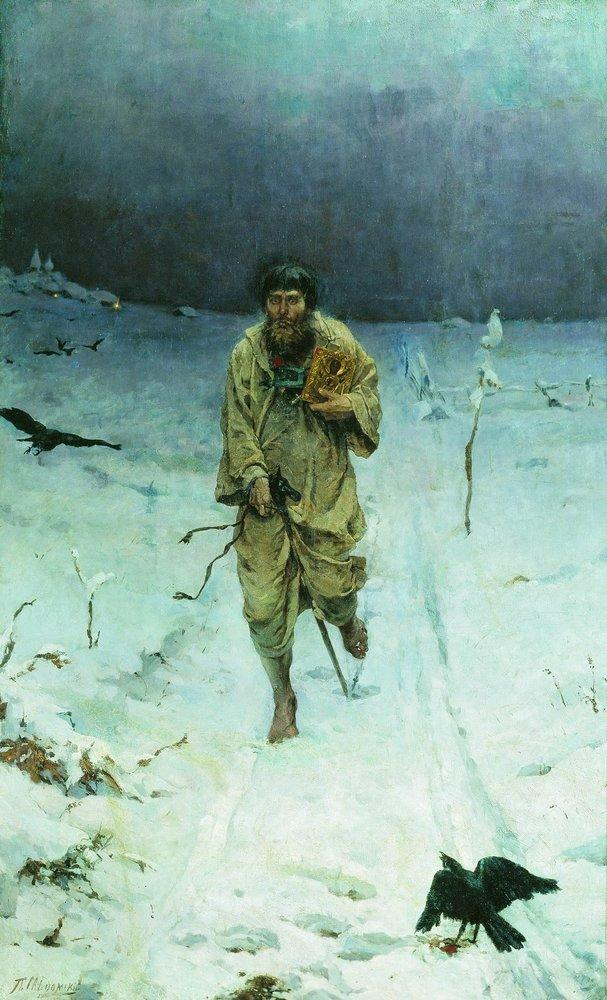
Pawel Swedomski: Jurodiwy, Öl auf Leinwand, Gemälde im Kunstmuseum der Oblast Kirowohrad

Der Jurodiwy (юро́дивый) ist die russische Variante des Narren in Christo. Die Rolle kann in der russischen Kultur- und Geistesgeschichte bis ins Mittelalter zurückverfolgt werden.
Der Jurodiwy ist traditionell eine exzentrische Figur, die außerhalb der konventionellen Gesellschaft steht. Die Verrücktheit des Jurodiwy ist mehrdeutig und kann sowohl echt als auch simuliert sein. Es wird angenommen, dass er (oder sie) göttlich inspiriert ist und deswegen Wahrheiten aussprechen kann, die kein anderer aussprechen könnte. Normalerweise werden diese Wahrheiten in Form von Parabeln oder indirekten Anspielungen preisgegeben. Er hatte einen besonderen Status in Bezug auf die Zaren, da er nicht der irdischen Kontrolle oder Gerichtsbarkeit unterstand.
Die russisch-orthodoxe Kirche zählt über dreißig Jurodiwyje zu ihren Heiligen. Der bekannteste von ihnen ist der Heilige Basilius, der Namensgeber der Basiliuskathedrale in Moskau. Unter den westlichen Heiligen trägt Franz von Assisi Züge eines jurodiwy.

## Weitere Jurodiwy
- Prokop von Ustjug
- Xenia von St. Petersburg

## Jurodiwy in Bildender Kunst, Literatur und Musik
Seit dem 19. Jahrhundert ist der Jurodiwy besonders in der Literatur und Kunst präsent. Bekannte Beispiele sind der Narr in Puschkins Boris Godunow sowie in Mussorgskys Boris Godunow, und Fürst Myschkin in Dostojewskis Idiot. Eine analoge Figur findet sich bei Nikolai Leskow in seiner Erzählung Der Gaukler Pamphalon (1887). Der Komponist Dmitri Schostakowitsch und die Pianistin Maria Judina wurden als Beispiele des 20. Jahrhunderts für diesen Typ zitiert.
Zu den Filmen, in denen ein Typ des Jurodiwy vorkommt, zählen der Western Miles of Fire, sowie der Film At Home Among Strangers, in dem die Figur des Kayom als Jurodiwy angesehen werden kann.